# Чапанов, Салман Хадрисович
Салман Хадрисович Чапанов (род. 24 апреля 1992, Павлодарская область) — казахстанский футболист, полузащитник.

## Карьера
Воспитанник павлодарского футбола. До перехода в пляжный футбол играл за клубы «Иртыш» и «Астана-1964».

#### Матчи и голы
Матчи и голы за сборную
| Матчи за сборную Казахстана | Матчи за сборную Казахстана | Матчи за сборную Казахстана | Матчи за сборную Казахстана | Матчи за сборную Казахстана | Матчи за сборную Казахстана | Матчи за сборную Казахстана |
| --------------------------- | --------------------------- | --------------------------- | --------------------------- | --------------------------- | --------------------------- | --------------------------- |
| №                           | Дата                        | Соперник                    | Счёт                        | Голы                        | Соревнование                |                             |
| 1                           | 20 июля 2018                | Молдавия                    | 7:6                         | -                           | Евролига-2018               |                             |
| 2                           | 21 июля 2018                | Греция                      | 4:0                         | -                           | Евролига-2018               |                             |
| 3                           | 22 июля 2018                | Литва                       | 7:5                         | -                           | Евролига-2018               |                             |
| 4                           | 6 сентября 2018             | Венгрия                     | 5:3                         | -                           | Евролига-2018               |                             |
| 5                           | 7 сентября 2018             | Молдавия                    | 6:2                         | -                           | Евролига-2018               |                             |
| 6                           | 8 сентября 2018             | Германия                    | 1:3                         | 1                           | Евролига-2018               |                             |
| 7                           | 9 сентября 2018             | Болгария                    | 4:3                         | 1                           | Евролига-2018               |                             |

Итого: 7 матчей / 2 гола; 6 побед, 1 поражение.
(откорректировано по состоянию на 12 сентября 2018 года)

## Достижения
Большой футбол
- Бронзовый призёр Первой лиги Казахстана: 2012

Пляжный футбол
- Чемпион Казахстана: 2014, 2015, 2016, 2017, 2018
- Обладатель Кубка Казахстана: 2014, 2016, 2017, 2018